# Политическая философия
Полити́ческая филосо́фия — также известная как полити́ческая тео́рия — раздел философии и политических наук, изучающий идеи, относящиеся к политике, политическим ценностям, сущности политической действительности и интеллектуальным предпосылкам политического анализа. 
Политическая философия является отраслью философии, но она также играла важную роль в политической науке, в рамках которой исторически большое внимание уделялось как истории политической мысли, так и современной политической теории (от нормативной политической теории до различных критических подходов). Среди виднейших мыслителей в данной области выделяются в первую очередь Платон, Аристотель, Макиавелли, Локк, Гегель, Маркс.

## Область изучения
Политическая философия является областью знаний, которая изучает политику как целое, её природу, значение для человека, взаимоотношения между личностью, обществом и государственной властью и разрабатывает идеалы, а также общие критерии оценки политики. Важнейшие темы политической философии — свобода, справедливость, собственность, право, закон и его исполнение, легитимность, гражданственность, ответственность (личная и коллективная). Нередко к этому списку добавляются и вопросы более широкого масштаба, затрагивающие политическую природу различных явлений и категорий: идентичность, культура, сексуальность, раса, богатство, экология, религия и т. д.
Политическая философия исторически была связана с поисками человеком надежного знания о политических феноменах. Позднее, ближе к нашему времени, её стала в большой мере занимать история идей. Ныне с нею соперничает, а в некоторых отношениях и теснит её, эмпирическая теория, свои основания ищущая не в разуме, логике или интуиции, а в научно верифицируемых пропозициях. Тем не менее за политической философией сохраняется важная роль в современной политологии и в преподавании политической науки.
Объект политической философии — политическая рефлексия. Предмет — основные понятия политической рефлексии. Субъектом политической рефлексии может быть один индивид, партия, народ.
В Оксфордском справочнике политических наук эта область описывается как «междисциплинарная деятельность, центр тяжести которой сосредоточен в гуманитарной сфере, к счастью, всё ещё слабо дисциплинированной области политических наук. На протяжении долгого времени проблема позиционирования политической философии заключалась в попытке определить себя сразу на трёх уровнях: с академической позиции в политологии, истории и философии; между миром реальной политики и в более абстрактном регистре теории; между канонической политической теорией и новыми исследованиями (такими как феминистская и критическая теории, дискурсивный анализ, теория кино, популярная культура, политическая культура, исследования медиа, нейробиология, поведенческая наука и экономика), которые нередко привлекаются политическими теоретиками».
Согласно отчёту American Policy Review за 1956 год, автором которого является Гарри Экштейн, политическая философия как дисциплина принесла пользу двумя способами: «полезность политической философии можно найти либо в присущей лучшим образцам политической мысли прошлого способности оттачивать остроумие современных политических мыслителей подобно тому, как любое сложное интеллектуальное упражнение обостряет ум и углубляет воображение, либо в способности политической философии служить средством экономии мыслей, предоставляя политологу богатый источник концепций, моделей, идей, теорий и методов».
В XX веке в конкурентную борьбу с политической философией вступила молодая академическая дисциплина — философия власти, которая стала претендовать на метаполитическое знание, позиционируя политическое как производную власти.

## Консерватизм

### Антропологический пессимизм
Согласно антропологическому пессимизму человек — существо несовершенное, слабое по своим качествам, склонное руководствоваться эмоциями, нежели разумом. Консерваторы считают, что моральный и общественный порядок поможет человеку стать лучше, в данном случае такую функцию должна выполнять религия.

## Персоналии

### XV—XVI века
- Жан Боден
- Лоренцо Валла
- Никколо Макиавелли
- Томас Мор

### XVII век
- Томас Гоббс
- Гуго Гроций
- Джон Локк
- Бенедикт Спиноза

### XVIII век
- Гракх Бабёф
- Иеремия Бентам
- Эдмунд Бёрк
- Вольтер (Аруэ Франсуа-Мари)
- Александр Гамильтон
- Уильям Годвин
- Томас Джефферсон
- Иммануил Кант
- Бернард де Мандевиль
- Жозеф де Местр
- Шарль де Монтескьё
- Джеймс Мэдисон
- Томас Пейн
- Жан-Жак Руссо
- Адам Смит
- Бенджамин Франклин

### XIX век
- Михаил Бакунин
- Фредерик Бастиа
- Отто Бауэр
- Луи Огюст Бланки
- Георг Вильгельм Фридрих Гегель
- Вильгельм фон Гумбольдт
- Бенжамен Констан
- Пётр Кропоткин
- Фердинанд Лассаль
- Фридрих Лист
- Карл Маркс
- Джон Стюарт Милль
- Роберт Оуэн
- Пьер-Жозеф Прудон
- Давид Рикардо
- Анри Сен-Симон
- Жорж Сорель
- Алексис де Токвиль
- Шарль Фурье
- Макс Штирнер
- Фридрих Энгельс

### XX век
- Теодор Адорно
- Луи Альтюссер
- Перри Андерсон
- Ханна Арендт
- Раймон Арон
- Мишель Афляк
- Этьен Балибар
- Джудит Батлер
- Ульрих Бек
- Ален де Бенуа
- Исайя Берлин
- Эдуард Бернштейн
- Антонио Грамши
- Рональд Дворкин
- Славой Жижек
- Евгений Замятин
- Корнелиус Касториадис
- Карл Каутский
- Уилл Кимлика
- Лючио Коллетти
- Бенедетто Кроче
- Сейид Кутб
- Георг (Дьёрдь) Лукач
- Карл Маннгейм
- Герберт Маркузе
- Людвиг фон Мизес
- Роберт Нозик
- Эйнджелл Норман
- Джордж Оруэлл
- Майкл Оукшот
- Джон Ролз
- Карло Росселли
- Мюррей Ротбард
- Айн Рэнд
- Эдвард Саид
- Джованни Сартори
- Жан-Поль Сартр
- Гаятри Чакраворти Спивак
- Франц Фанон
- Сильвия Федеричи
- Эрик Фёгелин
- Такис Фотопулос
- Милтон Фридмен
- Эрих Фромм
- Мишель Фуко
- Френсис Фукуяма
- Юрген Хабермас
- Фридрих Август фон Хайек
- Макс Хоркхаймер
- Карл Шмитт
- Лео Штраус
- Йозеф Шумпетер